# Keresztes Zsuzsanna
Keresztes Zsuzsa (Budapest, 1961. május 17. –) válogatott labdarúgó, csatár. Az első hivatalos női válogatott mérkőzés résztvevője 1985-ben.

## Pályafutása

### Klubcsapatban
1984 és 1992 között a Renova labdarúgója volt. Kétszeres magyar bajnok a csapattal.

### A válogatottban
1985 és 1987 között 10 alkalommal szerepelt a válogatottban.

## Sikerei, díjai
- Magyar bajnokság
  - bajnok: 1989–90, 1991–92
  - 2.: 1984–85, 1985–86, 1986–87, 1987–88, 1990–91
  - 3.: 1988–89

## Statisztika

### Mérkőzései a válogatottban
| Magyarország | Magyarország         | Magyarország                    | Magyarország  | Magyarország | Magyarország  | Magyarország | Magyarország | Magyarország |
| #            | Dátum                | Helyszín                        | Hazai         | Eredmény     | Vendég        | Kiírás       | Gólok        | Esemény      |
| ------------ | -------------------- | ------------------------------- | ------------- | ------------ | ------------- | ------------ | ------------ | ------------ |
| 1.           | 1985. április 9.     | Siófok, Városi Stadion          | Magyarország  | 1 – 0        | NSZK          | barátságos   | -            | lecserélve   |
| 2.           | 1985. április 14.    | Pozsony                         | Csehszlovákia | 2 – 2        | Magyarország  | barátságos   | -            | lecserélve   |
| 3.           | 1985. április 27.    | Szekszárd                       | Magyarország  | 1 – 0        | Spanyolország | Eb-selejtező | -            | 77'          |
| 4.           | 1985. szeptember 21. | Salgótarján, Síküveggyári pálya | Magyarország  | 2 – 1        | Csehszlovákia | barátságos   | -            | 57'          |
| 5.           | 1986. március 22.    | Niš                             | Jugoszlávia   | 1 – 1        | Magyarország  | barátságos   | -            | becserélve   |
| 6.           | 1986. április 5.     | Gijón                           | Spanyolország | 1 – 2        | Magyarország  | Eb-selejtező | -            |              |
| 7.           | 1986. április 15.    | Straubing                       | NSZK          | 2 – 1        | Magyarország  | barátságos   | -            |              |
| 8.           | 1986. május 3.       | Potenza                         | Olaszország   | 1 – 0        | Magyarország  | Eb-selejtező | -            |              |
| 9.           | 1987. június 27.     | Ajka                            | Magyarország  | 5 – 1        | Ausztria      | barátságos   | -            | 60'          |
| 10.          | 1987. június 28.     | Fonyód                          | Magyarország  | 6 – 0        | Ausztria      | barátságos   | -            | 60'          |
|              | Összesen             |                                 |               | 10           | mérkőzés      |              | 0            | gól          |